# Чуня
Чуня е река в Азиатската част на Русия, Среден Сибир, Красноярски край, Евенкски автономен окръг десен приток на река Подкаменна Тунгуска. Дължината ѝ е 727 km, която ѝ отрежда 90-о място по дължина сред реките на Русия.
Река Чуня се образува от сливането на двете съставящи я реки Южна Чуня (273 km, лява съставяща) и Северна Чуня (275 km, дясна съставяща), на 339 m н.в., при село Стрелка Чуня, в югоизточната част на Евенкски автономен окръг, Красноярски край. Двете съставящи я реки водят началото си от Централното Тунгуско плато (югоизточната част на Средносибирското плато). По цялото си протежение генералната посока на реката е западна и тече през централната част на Средносибирското плато в широка и дълбока, силно залесена долина, през безлюдни райони. Течението ѝ е със стотици меандри, прагове (Чунски Врата и др.) и бързеи. Влива се отдясно в река Подкаменна Тунгуска при нейния 580 km, на 144 m н.в., на 8 km югоизточно от село Байкит, Евенкски автономен окръг, Красноярски край.
Водосборният басейн на Чуня има площ от 70,5 хил. km2, което представлява 29,38% от водосборния басейн на река Подкаменна Тунгуска и обхваща части от Красноярски край, Евенкски автономен окръг.
Границите на водосборния басейн на реката са следните:
- на север и североизток – водосборния басейн на река Долна Тунгуска, десен приток на Енисей;
- на юг и югозапад – водосборните басейни на малки десни притоци на река Подкаменна Тунгуска.

Река Чуня получава над 50 притока с дължина над 15 km, като 12 от тях са дължина над 100 km. По-долу са изброени всичките тези реки, за които е показано на кой километър по течението на реката се вливат, дали са леви (→) или (←), тяхната дължина, площта на водосборния им басейн (в km2) и мястото където се вливат.
- 727 → Южна Чуня 273 / -, при село Стрелка Чуня
- 727 ← Северна Чуня 275 / 6670, при село Стрелка Чуня
- 596 → Корда 148 / 1490
- 586 ← Лепчин 4110 / 2020
- 556 → Кимчу 227 / 3800, при село Муторай
- 529 → Муторай 228 / 4120, при село Муторай
- 402 ← Ероба 111 / 1650
- 368 ← Тетенгне 119 / 1080
- 243 ← Паимбу 201 / 4370
- 113 ← Горна Чунку 301 / 6800
- 83 ← Долна Чунку 283 / -
- 42 → Тичани 333 / 9720

Подхранването на реката е смесено, като преобладава снежното. Пълноводието е през май и юни, като през лятото и особено през есента са характерни епизодични високи води, в резултата на интензивни дъждове. Среден годишен отток около 435 m3/s. Замръзва през октомври, а се размразява през май.
Река Чуня тече през безлюдни райони, като по течението ѝ има само две малки села – Стрелка Чуня и Муторай.